# NGC 2590
NGC 2590 is een spiraalvormig sterrenstelsel in het sterrenbeeld Waterslang. Het hemelobject werd op 26 februari 1878 ontdekt door de Franse astronoom Édouard Jean-Marie Stephan.

## Synoniemen
- IC 507
- UGC 4392
- MCG 0-22-10
- ZWG 4.20
- IRAS08224-0025
- PGC 23616